# Nordfriesische Chronik
Die nordfriesische Chronik von Anton Heimreich, Pastor der Hallig Nordstrandischmoor, ist ein chronistisches Werk. Sie erschien 1666 als älteste Chronik Nordfrieslands im Druck.

## Inhalt
Anton Heimreich schilderte in seiner Chronik die Geschichte Nordfrieslands von den mythischen Anfängen über die Christianisierung und die Reformation bis hin zur Burchardiflut 1634 und der Wiedereindeichung Nordstrands durch den Niederländischen Deichgrafen Quirinus Indervelden, deren unmittelbarer Zeuge Heimreich war. Im Großen und Ganzen folgt seine Darstellung der Chronologie, die aber häufig durchbrochen wird, etwa wenn er über das Amt der Staller, dessen Geschichte und bedeutende Vertreter berichtete. Häufig fügte er auch Stammbäume ein.
Auf die Nordfresische Chronik geht die Schilderung der zweiten Marcellusflut („Grote Mansdränke“) von 1362 und die damit verbundene Zerstörung der Landschaft Strand zurück. Allerdings datierte Heimreich die Flut auf 1300. Seine Beschreibung des Untergangs des Ortes Rungholt gilt als erste Erwähnung der Rungholtlegende und als Vorlage für das Gedicht von Detlev von Liliencron. Der Begriff Blanker Hans als auch heute noch weit verbreitetes Synonym für die Nordsee findet sich ebenfalls zum ersten Male in der Nordfresischen Chronik.

## Überlieferung
Für die Insel Strand konnte Heimreich neben den Unterlagen seines Vaters und Schwiegervaters vor allem auf die Arbeiten von Matthias Boetius und Johannes Petreus zurückgreifen, für Eiderstedt auf die Annalen seines Zeitgenossen Peter Sax. Für das restliche Nordfriesland, für das ihm keine Unterlagen zur Verfügung standen, blieben seine Ausführungen lückenhaft. Wichtig ist seine Nordfresische Chronik, ebenso wie die 1686 erschienene Schleßwigische KirchenHistorie, vor allem als Quelle für verlorengegangene ältere Dokumente. Bereits nach zwei Jahren erfuhr sie eine erweiterte Neuauflage, der zwei Gedichte im ausgestorbenen Strander Friesisch beigegeben sind. Eine dritte, um Dokumente aus Heimreichs Nachlass erweiterte Auflage wurde von Niels Nikolaus Falck 1819 herausgegeben.

## Ausgaben (Weblinks)
- Nord-Fresische Chronick, darin von denen dem Schleßwigischen Hertzogthum incorporirten Fresischen Landschafften wird berichtet. Mit Fleiß zusammen geschrieben durch M. Antonium Heimreich. Schleßwich, 1666: Werk bei Google Books
- M. Antoni Heimreichs ernewrete Nordfresische Chronick. Schleßwig 1668 (slub-dresden.de [abgerufen am 5. September 2022]).
- Zusätze zu M. Antoni Heimreichs Nordfresischer Chronick. Handschrift Cod. ms. SH 205 A. urn:nbn:de:gbv:8:2-3477323.
- M. Antonii Heimreich v(erbi) D(ei) m(inister) in Mohre Nordstrandiae supplementa ad chronicon Frisiae septentrionalis, in: Monumenta inedita rerum Germanicarum praecipue Cimbricarum et Megapolensium : IV. / instruxit Ernestus Joachimus de Westphalen. Leipzig 1745, S. 1483–1532 (uni-duesseldorf.de [abgerufen am 5. September 2022]).
- M. Anton Heimreichs nordfresische Chronik. Zum dritten Male mit den Zugaben des Verfassers und der Fortsetzung seines Sohnes, Heinrich Heimreich, auch einigen andern zur nordfresischen Geschichte gehörigen Nachrichten vermehrt herausgegeben von Dr. N. Falck. Tondern, 1819: 1. Band 1. Band, 2. Band und 1. und 2. Band bei Google Books